# Оброво (Ивацевичский район)

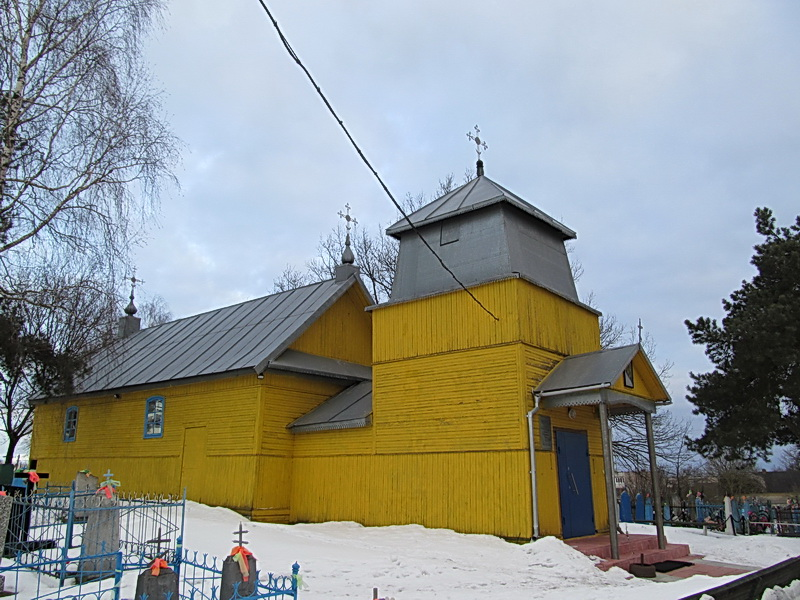
Церковь Св. Михаила Архангела

Оброво (бел. Аброва) — агрогородок в Ивацевичском районе Брестской области Белоруссии. Входит в состав Святовольского сельсовета. Население — 933 человека (2019).
До 24 августа 2022 года входил в состав и являлся административным центром Обровского сельсовета.

## География
Оброво находится в 28 км к юго-востоку от города Ивацевичи неподалёку от границы с Ивановским районом. Деревня находится на северной окраине обширной заболоченной и частично мелиорированной местности, известной как Споровские болота. Местность принадлежит бассейну Днепра, так как сток из Споровских болот осуществляется в реку Ясельду. Через деревню проходит местная автодорога Великая Гать — Мотоль. Ближайшая ж/д станция в Ивацевичах (линия Брест — Барановичи).

## Название
Название Оброво связано с этнонимом обры (авары), которые, как указывают летописи, проживали на землях дулебов (ныне территория Брестчины).

## История
До 24 августа 2022 года входил в состав и являлся административным центром Обровского сельсовета.

## Культура
- Историко-краеведческий музей ГУО "Обровская СШ"

## Достопримечательности
- Церковь Св. Михаила Архангела. Деревянная православная церковь построена в 1860 году. Памятник деревянного зодчества. Церковь включена в Государственный список историко-культурных ценностей Республики Беларусь[4].